# Metulji (ботнет)
Metulji (со словенского бабочки) — ботнет, сделанный для кражи личной информации и заразивший несколько миллионов устройств в 172 странах. Функционирует, как минимум, с 2007 года. Был обнаружен Unveillance, компанией по отслеживанию ботнетов.
В июне 2011 года в ходе операции «Улей» FBI и Интерпол были арестованы два оператора ботнета в Словении и Боснии.
Metulji был создан с помощью набора программного обеспечения «Butterfly Bot Kit», с помощью него же был сделан другой ботнет Mariposa (с исп. бабочка), обнаруженный в 2008 году. В 2009 году он имел 12 миллионов заражённых компьютеров в 100 странах. Спустя 2 года этот ботнет был нейтрализован правоохранительными органами.